# Аль-Гад (партия)
Аль-Гад (араб. حزب الغد‎ Ḥizb el-Ghad, IPA: ; «Партия завтрашнего дня») — политическая партия в Египте, получившая лицензию в октябре 2004 года. Является центристской либеральной светской политической партией, настаивающей на расширении политического участия граждан и на мирной ротации власти.
Официальная партия «Аль-Гад», возглавляемая Муссой Мустафой Муссой, участвовала отдельным списком в египетских парламентских выборах 2011—2012 годов. Фракция Гад эль-Таура, возглавляемая Айманом Нуром, была частью Партии свободы и справедливости близкой к движению «Братья-мусульмане» и входящей в
Демократический альянс Египта.

## История
2001 году Айман Нур покинул Новую партию Вафд и основал партию «Аль-Гад»; была зарегистрирована в 2004 году. После того, как Айман Нур выставил свою кандидатуру против Хосни Мубараком на президентских выборах в Египте в 2005 году, он был арестован и приговорен к пяти годам тюремного заключения (по другим данным, — к семи ) по обвинению в подлоге.
В 2005 году, незадолго до осуждения Нура, партия раскололась на две фракции. Одну возглавлял Мусса Мустафа Мусса, другую — жена Нура (ныне бывшая) Гамела Исмаил. Между фракциями началось судебная тяжба, поскольку они обе претендовали на легитимность и использование одно и то же названия партии. Окончательное решение суда в мае 2011 года было вынесено в пользу Муссы. После этого Айман Нур подал заявку на создание новой партии «Гад эль-Таура» (Ghad El-Thawra Party) или «Революционной партии будущего», которая была зарегистрирована 9 октября 2011 года
Отстранение Нура от руководства партии и избрание Муссы в верхнюю палату парламента Египта было расценено как уступка режиму Хосни Мубарака.

## Платформа
Политическая платформа партии состоит из следующих пунктов:
- Политическая и экономическая реформа.
- Особое внимание инвалидам .
- Борьба с наркоманией.
- Решение кризиса водоснабжения.

## Путаница с названием
Айман Нур был тесно связан как с названием Аль-Гад, так и с самой партией . Поскольку фракции Нура и Муссы использовали (и до сих пор используют) одно и то же имя и символику, зачастую трудно отличить их друг от друга. Например, Либеральный Интернационал включил партию «Аль-Гад», указав ее лидера Аймана Нура лишь в качестве члена-наблюдателя. Многие средства массовой информации используют название «Аль-Гад», не уточняя, на какую партию или фракцию они имеют в виду, хотя в большинстве случаев имеется в виду фракция Аймана Нура «Гад Эль-Тавра».